# 沃尔夫 (星际旅行)
沃尔夫 （Worf）是电视剧《星艦奇航記》中出现的虚构克林贡角色。出现在电视剧《銀河飛龍》和《銀河前哨》中。